# البحيرات العظمى

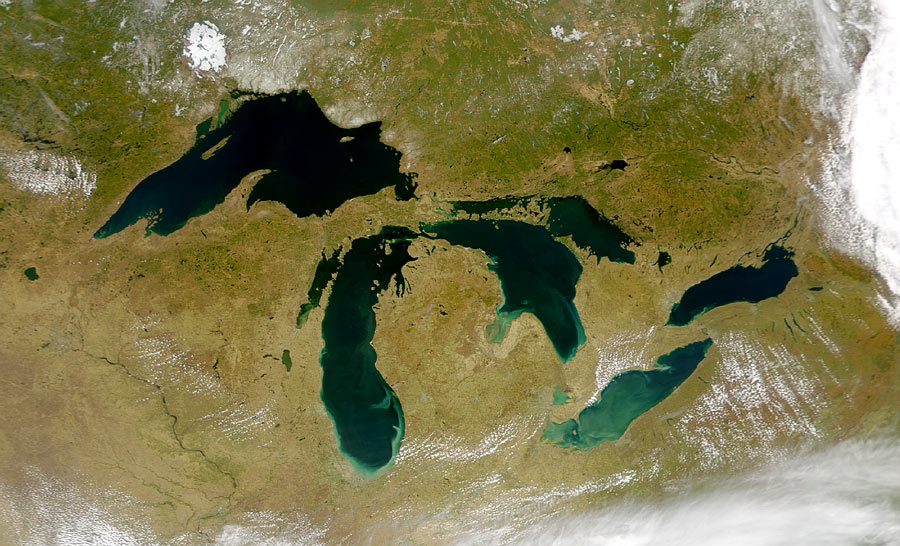
صورة من الاقمار الاصطناعية للبحيرات العظمى

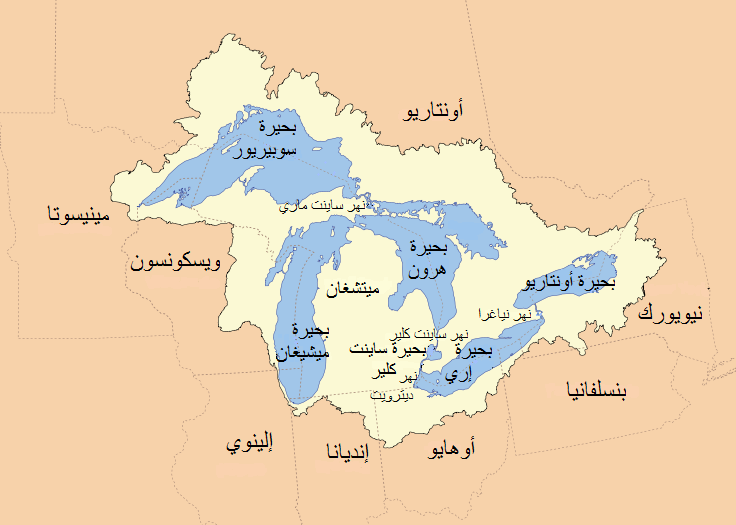
خريطة حوض البحيرات العظمى

البحيرات العظمى (بالإنجليزية: Great Lakes، بالفرنسية: Grands Lacs) وتسمى أيضًا البحيرات العظمى لأمريكا الشمالية أو بحيرات لورنتيان العظمى، هي سلسلة من بحيرات المياه العذبة الكبيرة المترابطة في منطقة الشرق الأوسط العليا من أمريكا الشمالية والتي تتصل بالمحيط الأطلسي المحيط عبر نهر سانت لورانس. وتشمل بحيرة سوبيريور، وميشيغين، وهرون، وإري وأونتاريو وتقع عمومًا على الحدود بين كندا والولايات المتحدة أو بالقرب منها. تتكون، من الناحية الهيدرولوجية، من أربع بحيرات فقط، لأن بحيرتي ميشيغين وهرون تلتقيان عند مضيق ماكيناك. يتيح ممر البحيرات العظمى المائي السفر بالمياه بين البحيرات.

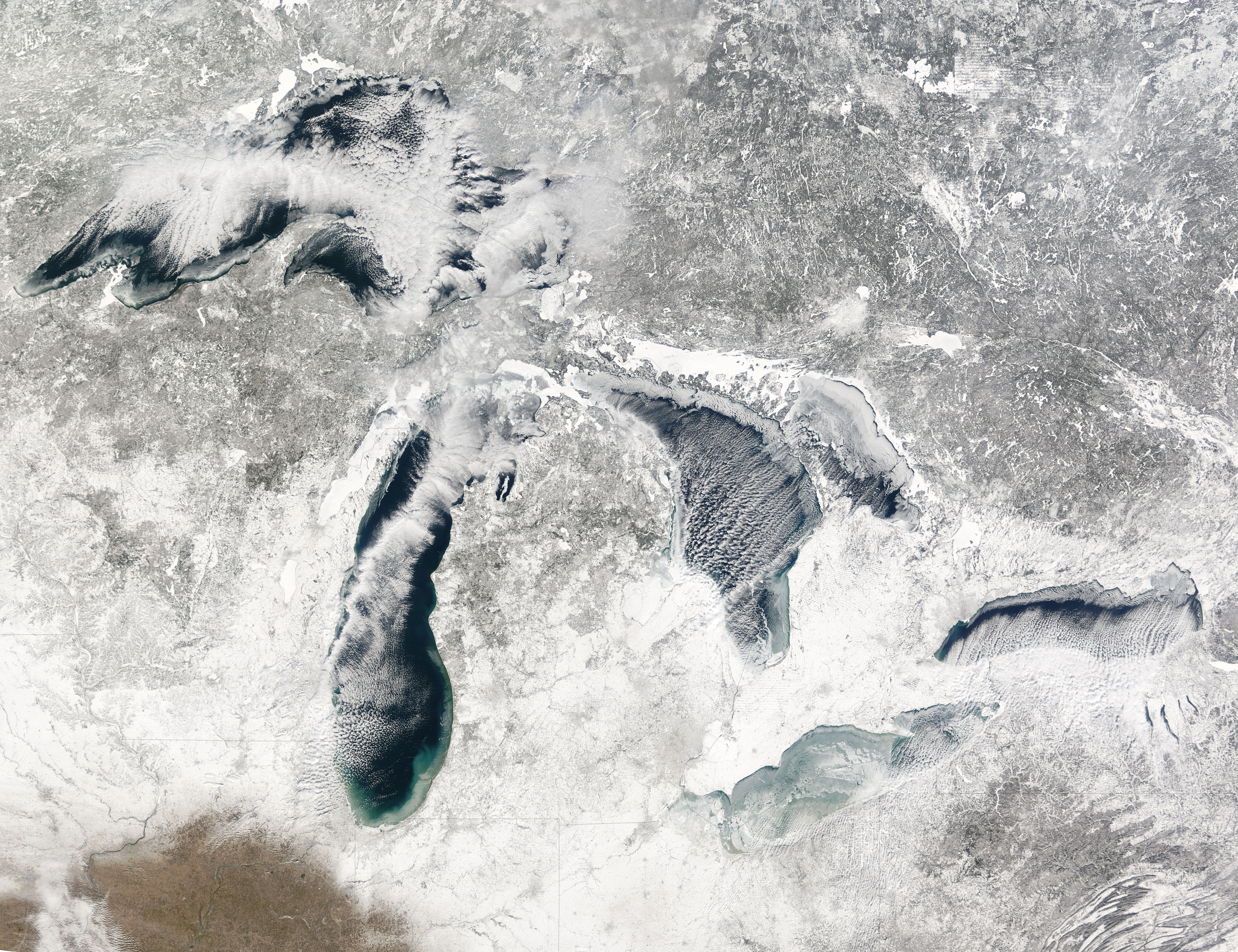
صورة بمقياس الطيف الإشعاعي التصويري المتوسط الاستبانة تيرا للبحيرات العظمى، في 27 يناير 2005، تظهر بداية تراكم الجليد حول شواطئ كل بحيرة، مع تساقط الثلوج على الأرض؛ يحجب الجليد غرين باي وساغيناو باي وبحيرة سانت كلير تمامًا

تعد البحيرات العظمى أكبر مجموعة من بحيرات المياه العذبة على الأرض من ناحية المساحة الكلية، وثاني أكبر البحيرات من ناحية الحجم الإجمالي، وتحتوي على 21% من المياه العذبة السطحية في العالم من ناحية الحجم. يبلغ إجمالي مساحتها 94,250 ميلًا مربعًا (244,106 كيلومترًا مربعًا)، ويبلغ حجمها الإجمالي (مقاسًا عند منسوب المياه المنخفضة) 5,439 ميلًا مكعبًا (22,671 كيلومترًا مكعبًا)، أي أقل قليلًا من حجم بحيرة بايكال (5,666 ميل مكعب أو 23,615 كيلومتر مكعب، 22–23% من المياه العذبة السطحية في العالم). سميت البحيرات الخمس العظمى منذ فترة طويلة البحار الداخلية، نظرًا لخصائصها الشبيهة بالبحر، مثل الأمواج الملتفة، والرياح المستمرة، والتيارات القوية، والأعماق الكبيرة والآفاق البعيدة. تعد بحيرة سوبيريور، من ناحية المساحة، ثاني أكبر بحيرة في العالم وأكبر بحيرة للمياه العذبة. وتعد بحيرة ميشيغين أكبر بحيرة موجودة بالكامل داخل بلد واحد.

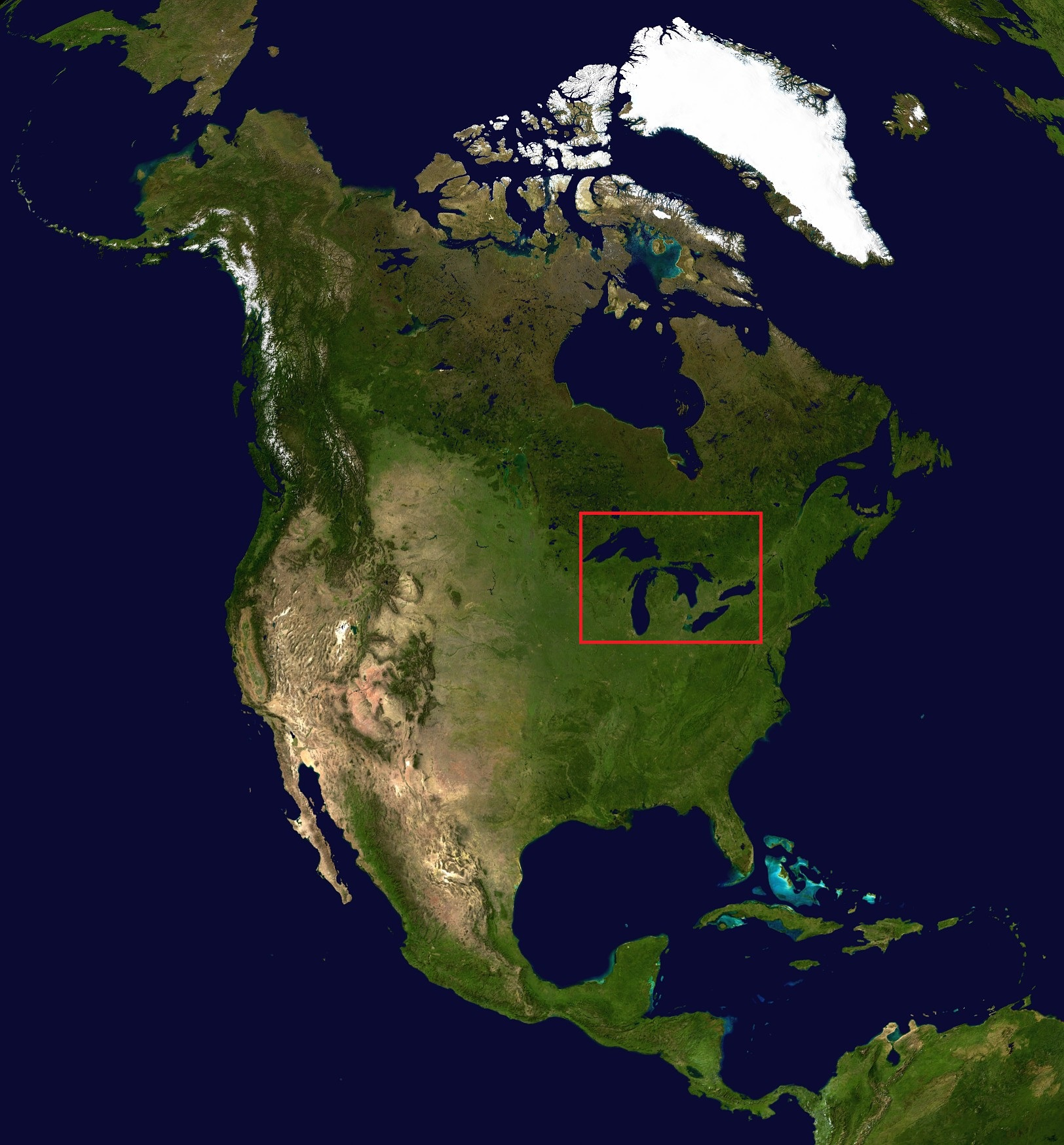
الموقع في أمريكا الشمالية

بدأت البحيرات العظمى في التكون في نهاية العصر الجليدي الأخير منذ نحو 14,000 عام، عندما كشفت الصفائح الجليدية المتراجعة الأحواض
التي نحتتها في الأرض، والتي امتلأت بعد ذلك بالمياه الذائبة. كانت البحيرات مصدرًا رئيسيًا للنقل، والهجرة، والتجارة وصيد الأسماك، إذ تمثل موطنًا للعديد من الأنواع المائية في منطقة ذات تنوع بيولوجي كبير. تسمى المنطقة المحيطة بها منطقة البحيرات العظمى، وتضم مدن البحيرات العظمى الضخمة.

## الجيولوجيا
تشير التقديرات إلى أن الجيولوجيا التأسيسية التي أوجدت الظروف التي شكلت اليوم البحيرات العظمى العليا تشكلت منذ 1.1 حتى 1.2 مليار سنة، عندما انفصلت صفيحتان تكتونيتان مندمجان سابقًا وكونتا صدع وسط القارة، الذي عبر منطقة البحيرات العظمى التكتونية. تشكل واد يوفر حوضًا أصبح في النهاية بحيرة سوبيريور في العصر الحديث. عندما تشكل خط الصدع الثاني، صدع سانت لورانس، منذ نحو 570 مليون سنة، شكل الأساس لبحيرات أونتاريو وإري، إلى جانب ما أصبح نهر سانت لورانس.
تشير التقديرات إلى أن البحيرات العظمى تشكلت في نهاية العصر الجليدي الأخير (انتهى الغمر الجليدي ويسكونسن منذ 10,000 حتى 12,000 عام)، عندما انحسرت صفيحة لورنتيد الجليدية. خلّف تراجع الغطاء الجليدي وراءه كمية كبيرة من المياه الذائبة (بحيرة ألغونكوين، وبحيرة شيكاغو، وبحيرة إيروكوا الجليدية، وبحر شامبلين) التي ملأت الأحواض التي نحتتها الأنهار الجليدية، ما أدى إلى تكوين البحيرات العظمى كما نعرفها اليوم. أصبحت بعض التلال المرتفعة جزر في البحيرات العظمى، بسبب الطبيعة غير المتساوية لتعرية الأنهار الجليدية. يتبع جرف نياجرا محيط البحيرات العظمى بين نيويورك وويسكونسن. «ارتدت» الأرض تحت الأنهار الجليدية عندما كشف عنها. ونظرًا لأن الأنهار الجليدية غطت بعض المناطق لفترة أطول من غيرها، فقد حدث هذا الارتداد الجليدي بمعدلات مختلفة.

## علم البيئة
تاريخيًا، كانت البحيرات العظمى، بالإضافة إلى البيئة البحيرية الخاصة بها، محاطةً بمناطق الغابات البيئية المختلفة (باستثناء منطقة صغيرة نسبيًا في جنوب شرق بحيرة ميشيغين حيث توغلت السافانا أو البراري أحيانًا). غيّر قطع الأشجار والتحضر والاستخدامات الزراعية هذه العلاقة. في أوائل القرن الحادي والعشرين، غطت الغابات 91% من شواطئ بحيرة سوبيريور، و68% من بحيرة هرون، و49% من بحيرة أونتاريو، و41% من بحيرة ميشيغين و 21% من بحيرة إري، حيث كان قطع الأشجار والتحضر أكثر انتشارًا. تعد بعض هذه الغابات في طور النمو الثاني أو الثالث (أي سجلت سابقًا، وتغيير تكوينها). وثق ما لا يقل عن 13 نوعًا من أنواع الحياة البرية المنقرضة منذ وصول الأوروبيين، ويوجد العديد غيرها مهدد بالانقراض أو معرض للخطر. وأدخلت أنواع غريبة وغازية في نفس الوقت.

## الاقتصاد

### الشحن
تعمل أكثر من 100 سفينة شحن بشكل مستمر في منطقة البحيرات العظمى، باستثناء وقت تجمد المياه خلال فصل الشتاء، التي تظل ممرًا رئيسيًا لنقل المياه للبضائع السائبة. يربط ممر البحيرات العظمى المائي جميع البحيرات؛ ويربط طريق طريق سانت لورانس البحري الأصغر البحيرات بالمحيط الأطلسي. تعد بعض سفن الشحن البحيرية أكبر من أن تستخدم الطريق البحري وتعمل فقط في الممر المائي والبحيرات. في عام 2002، نقل 162 مليون طن صافٍ من البضائع السائبة الجافة في منطقة البحيرات. تألفت هذه البضائع، مرتبة حسب الحجم، من: خام الحديد والحبوب والبوتاس. يستخدم خام الحديد وجزء كبير من الحجر والفحم في صناعة الصلب. تنفذ أيضًا بعض عمليات الشحن للبضائع السائلة والمعبأة في حاويات.
توجد أربعة جسور فقط على البحيرات العظمى، ما عدا بحيرة أونتاريو، بسبب تكلفة بناء هياكل مرتفعة كفايةً لتمرير السفن من تحتها. يبلغ ارتفاع جسر بلو واتر، مثلًا، أكثر من 150 قدمًا وطوله أكثر من ميل. تشمل الموانئ الرئيسية في منطقة البحيرات العظمى دولوث سوبريور، وشيكاغو، وديترويت، وكليفلاند، وتوين هاربورز، وهاملتون وثندر باي.

## الجغرافيا

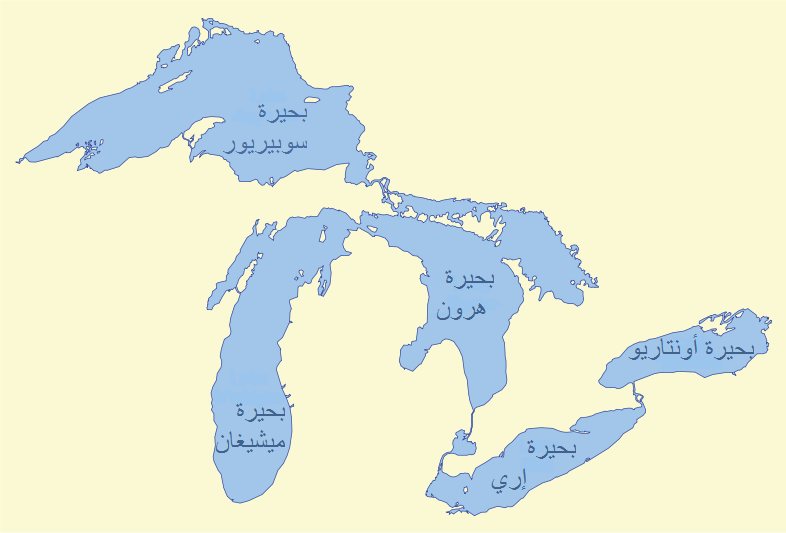
خريطة البحيرات العظمى

رغم أن البحيرات الخمس تقع في أحواض منفصلة، لكنها تشكل مسطحًا واحدًا مترابطًا بشكل طبيعي من المياه العذبة، داخل حوض البحيرات العظمى. تربط البحيرات العظمى، باعتبارها سلسلة من البحيرات والأنهار، الجزء الداخلي الشرقي الأوسط لأمريكا الشمالية بالمحيط الأطلسي. وتتدفق المياه، من الداخل إلى الخارج عند نهر سانت لورانس، من سوبيريور إلى هرون وميشيغين، ثم جنوبًا إلى إري، وأخيرًا باتجاه الشمال إلى بحيرة أونتاريو. تستنزف البحيرات مستجمعات مائية كبيرة عبر العديد من الأنهار وتحتوي على 35,000 جزيرة تقريبًا. توجد أيضًا عدة آلاف من البحيرات الأصغر داخل الحوض، التي تسمى غالبًا «البحيرات الداخلية». تساوي مساحة سطح البحيرات الخمس الأساسية مجتمعة تقريبًا مساحة المملكة المتحدة، في حين تقارب مساحة سطح الحوض بالكامل (البحيرات والأرض التي تستنزفها) مساحة المملكة المتحدة وفرنسا مجتمعتين. تعتبر بحيرة ميشيغين البحيرة العظمى الوحيدة الموجودة بالكامل داخل الولايات المتحدة؛ تشكل البحيرات الأخريات حدودًا مائية بين الولايات المتحدة وكندا. تقسم البحيرات بين الولايات القضائية لمقاطعة أونتاريو الكندية وولايات ميشيغين، وويسكونسن، ومينيسوتا، وإلينوي، وإنديانا، وأوهايو، وبنسلفانيا ونيويورك الأمريكية. تضم كل من مقاطعة أونتاريو وولاية ميشيغين في حدودهما أجزاءً من أربع بحيرات: لا تقع مقاطعة أونتاريو على حدود بحيرة ميشيغين، ولا تقع ولاية ميشيغين على حدود بحيرة أونتاريو. تمتد صلاحيات نيويورك وويسكونسن إلى بحيرتين، وتمتد كل ولاية من الولايات المتبقية إلى إحدى البحيرات.

### قياسات الأعماق
|         |                                                                      |
| Notes:  | تعبر مساحة كل مستطيل عن كمية أو حجم المياه في كل بحيرة بقيم تقريبية. |
| Source: | وكالة حماية البيئة التابعة للولايات المتحدة الأمريكية                |

|             | بحيرة إري                                                      | بحيرة هرون                                                             | بحيرة ميشيغان                                                       | بحيرة أونتاريو                                         | بحيرة سوبيريور                                                                                   |
| ----------- | -------------------------------------------------------------- | ---------------------------------------------------------------------- | ------------------------------------------------------------------- | ------------------------------------------------------ | ------------------------------------------------------------------------------------------------ |
| مساحة السطح | 9,910 ميل2 (25,700 كـم2)                                       | 23,000 ميل2 (60,000 كـم2)                                              | 22,300 ميل2 (58,000 كـم2)                                           | 7,340 ميل2 (19,000 كـم2)                               | 31,700 ميل2 (82,000 كـم2)                                                                        |
| كمية المياه | 480 كم3                                                        | 3,500 كم3                                                              | 4,900 كم3                                                           | 1,640 كم3                                              | 12,000 كم3                                                                                       |
| الارتفاع    | 571 قدم (174 م)                                                | 577 قدم (176 م)                                                        | 577 قدم (176 م)                                                     | 246 قدم (75 م)                                         | 600.0 قدم (182.9 م)                                                                              |
| متوسط العمق | 62 قدم (19 م)                                                  | 195 قدم (59 م)                                                         | 279 قدم (85 م)                                                      | 283 قدم (86 م)                                         | 483 قدم (147 م)                                                                                  |
| أقصى عمق    | 210 قدم (64 م)                                                 | 748 قدم (228 م)                                                        | 925 قدم (282 م)                                                     | 804 قدم (245 م)                                        | 1,335 قدم (407 م)                                                                                |
| مدن الحوض   | بافلو، نيويورك كليفلاند، أوهايو إري، بنسيلفانيا توليدو، أوهايو | ألبينا، ميشيغان باي سيتي، ميشيغان أوين ساوند بورت هرون، ميشيغان سارينا | شيكاغو غاري، إنديانا غرين باي، ويسكنسن ميلووكي كينوشا راسين مسكيغون | هاميلتون، أونتاريو كينغزتون أوشاوا روتشستر يورك تورنتو | دولوث ماركيت سو ساينت ماري، ميشيغان سو ساينت ماري, أونتاريو سوبيريور، ويسكنسن ثندر باي، أونتاريو |

أن أسطح كل من بحيرة سوبيريور وهرون وميشيغان وإري في نفس الارتفاع تقريبًا فوق مستوى سطح البحر، في حين أن بحيرة أونتاريو منخفضة بشكل ملحوظ، ولأن جرف نياجرا لا يتم التنقل فيه بشكل طبيعي، فإن البحيرات الأربع المرتفعة تسمى عادةً «البحيرات الكبيرة العليا». اما الذين يعيشون على شاطئ بحيرة سوبيريور يطلقون على البحيرات الأخرى على أنها «البحيرات السفلية»، لأنها تقع في أقصى الجنوب. وأن بحارة ناقلة البضائع الصب الجافة يقومون بنقل البضائع من بحيرة سوبيريور وشمال بحيرة ميشيغان وبحيرة وهرون إلى موانئ بحيرة إري أو أونتاريو. ويشير عادةً إلى البحيرات السفلية وبحيرات ميشيغان وهرون وسوبريور مثل البحيرات العليا. وهذا يتوافق مع التفكير في بحيرات إري وأونتاريو على أنها «أسفل الجنوب» والأخرى على أنها «أعلى الشمال». وتع السفن التي تبحر شمالًا على بحيرة ميشيغان «صاعدة» على الرغم من أنها تبحر باتجاه تيار مياهها السائلة.

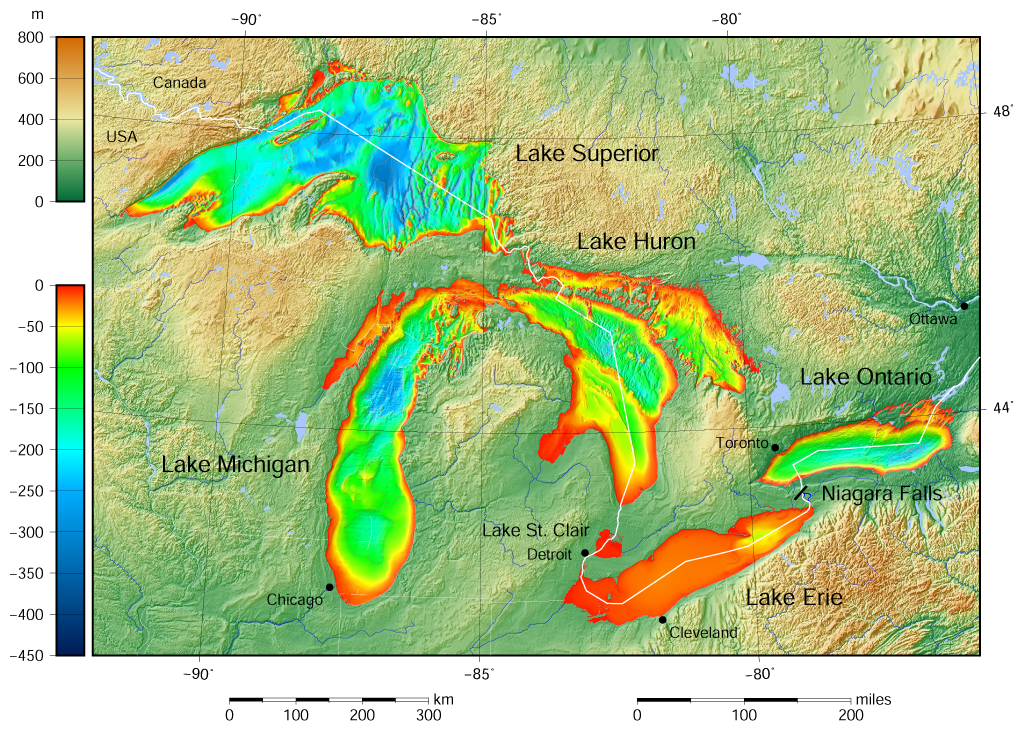
قياس الأعماق البحيرات العظمى

ملف تعريف نظام البحيرات العظمى